# Eraldo Cabutto
Eraldo Cabutto (Barolo, 29 ottobre 1919 – fronte russo, 20 agosto 1942) è stato un militare italiano, che con il grado di sergente maggiore di contabilità del Regio Esercito, fu insignito della medaglia d'oro al valor militare alla memoria durante il corso della seconda guerra mondiale.

## Biografia
Nacque a Barolo (Cuneo) il 29 ottobre 1919, figlio di Enrico e di Maria Agaccio. Arruolatosi nel Regio Esercito dopo l'entrata in guerra del Regno d'Italia, avvenuta il 10 giugno 1940, fu assegnato al 54º Reggimento fanteria "Umbria", della 2ª Divisione fanteria "Sforzesca". La "Sforzesca" fu schierata sul Fronte occidentale e partecipò all'invasione delle Alpi francesi e ai combattimenti dal 20 al 24 giugno 1940.
Nel gennaio 1941 alla sua divisione fu aggregata la XXX Legione CC.NN. e la grande unità fu inviata sul fronte greco-albanese, dove operò in condizioni materiali e climatiche difficilissime. Per il coraggio dimostrato durante un combattimento a Marizai, avvenuto il 13 febbraio, fu decorato con la medaglia di bronzo al valor militare.
Nel luglio del 1942 la sua unità parti per il fronte russo in seno alla spedizione dell'ARMIR. A partire dal 18 agosto l'Armata Rossa lanciò una serie di poderosi attacchi che investirono anche le posizioni italiane sul Don, tra cui quelle tenute dalla Divisione "Sforzesca" che, arrivata in prima linea solo da pochi giorni, non aveva potuto completare lo schieramento difensivo.
I due reggimenti di fanteria della divisione presidiavano le posizioni a ovest di Serafimovič, e furono investiti dell'attacco lanciato dall 197ª Divisione fucilieri, appartenente alla 63ª Armata sovietica. Dopo aver attraversato il Don i sovietici misero in serie difficoltà le difese italiane, in particolare il settore tenuto dal 54º reggimento fanteria, schierato sul fianco destro nel settore di Bobrovski. Tale settore era già in parte occupato dai sovietici, e mostrò segni di cedimento tanto che le truppe italiane dovettero arretrare.
Quando vide che i sovietici stavano aprendo una breccia tra le difese italiane, riunì un gruppo di soldati addetti ai vari servizi non di prima linea, guidandoli al contrattacco. Più volte gravemente ferito rifiutò di lasciare la prima linea, combattendo fino a che non sopraggiunse la morte. Per il suo comportamento in questo frangente fu insignito della medaglia d'oro al valor militare alla memoria.